# نويل بيتر فوكس
نويل بيتر فوكس (بالإنجليزية: Noel Peter Fox)‏ هو محامي وقاضي أمريكي، ولد في 30 أغسطس 1910 في كالامازو في الولايات المتحدة، وتوفي في 3 يونيو 1987.